# Harold Mitchell
Harold James „Harry” Mitchell (ur. 5 stycznia 1898 w Tiverton, zm. 8 lutego 1983 w Twickenham) – brytyjski bokser, złoty medalista olimpijski.
W roku 1924 wziął udział w igrzyskach olimpijskich w Paryżu, gdzie w wadze półciężkiej w pierwszej walce pokonał Holendra Karela Miljona przez dyskwalifikację w 3 rundzie, a następnie Roberta Foqueta z Francji na punkty oraz Georges’a Rossignona również z Francji przez TKO w 1 rundzie. W półfinale wygrał z Carlem Saraudim z Włoch (na punkty). W meczu o złoty medal pokonał na punkty Duńczyka Thyge Petersena.
W latach 1922–1925 został czterokrotnie mistrzem Anglii w wadze półciężkiej.